# میرزا محمدعلی خان قوام‌الدوله
میرزا محمدعلی خان قوام‌الدوله دولت‌مرد و نویسنده اواخر دوران قاجار بود.
میرزا محمدعلی خان پسر عباس قوام‌الدوله بود که از رجال مهم دوران ناصرالدین‌شاه به شمار می‌آمد و در اواخر سلطنت او، سمت وزیر خارجه داشت.
میرزا محمدعلی خان پس از پدرش ملقب به قوام‌الدوله گردید. او در دوران صدارت علی اصغر اتابک از مخالفان صدراعظم بود و از این رو شغل مهمی به او نمی‌دادند. پس از برکناری اتابک به تهران بازگشت و وزیرلشکر شد. کمتر از یک سال بعد جنبش مشروطه رخ‌داد. در دوران محمدعلی شاه، قوام‌الدوله دوبار به عنوان وزیر دارایی معرفی شد که هر دوبار در کابینه‌های احمد مشیرالسلطنه - همسر خواهرش - بود.